# Corvus jamaicensis
El cuervo jamaicano o cuervo jamaiquino (Corvus jamaicensis) es una especie de ave paseriforme de la familia Corvidae. Es relativamente pequeño (35 a 38 cm de longitud). Comparte varias características morfológicas principales con dos especies de las Antillas Mayores: el cuervo cubano (Corvus nasicus) y el cuervo de la Española (Corvus leucognaphalus), que están, casi con toda seguridad, muy estrechamente relacionados con él.

## Descripción
La apariencia general de esta especie es la de una ave gris tiznada, no tan resplandeciente como sus parientes cercanos, aunque posee un parche de color gris oscuro similar de la piel desnuda justo detrás del ojo y una mancha expuesto más pequeño en la base del pico. En sí, el pico es de color gris pizarra y bastante profundo, estrechándose a un punto agudo. Los filamentos nasales son relativamente escasos, por lo general dejando los orificios nasales a la vista. El iris es de color gris pardo, o bien rojo marrón, dependiendo posiblemente de su edad. Las piernas y los pies son de color negro.
Es otro cuervo de bosque por naturaleza, necesita de alimentos que contengan una parte significativa de fruta tomada de árboles, ya sea en parejas o en pequeños grupos. También explora debajo de la corteza y la hojarasca por invertebrados pequeños, etc., y se sabe que ataca otros nidos de huevos de pájaro y pichones.
El propio nido suele estar construido en un árbol alto, aunque esta especie también puede utilizar agujeros de los árboles como una posible opción de anidación, aunque todavía se necesita registrar más información acerca de esta especie y sus hábitos de cría.
La voz, al igual que sus dos parientes más cercanos, es muy distintiva y se compone de varios parloteos y sonidos burbujeantes (de ahí su nombre común en patois jamaiquino jabbering crow, «cuervo farfullante»), pero también se incorpora un sonido similar al «craa-craa» de un cuervo en más alguna ocasión.

## Distribución y hábitat
Esta especie, como su nombre indica, se encuentra en la isla de tamaño moderado de Jamaica, donde habita en bosques mixtos con áreas despejadas y también se puede encontrar con frecuencia en jardines grandes. Aunque principalmente es un pájaro montés y de bosques de montaña, en ocasiones llega a elevaciones más bajas durante la estación seca, donde es más probable que sea visto.